# Zanthoxylum taediosum
Zanthoxylum taediosum är en vinruteväxtart som beskrevs av Achille Richard. Zanthoxylum taediosum ingår i släktet Zanthoxylum och familjen vinruteväxter. Inga underarter finns listade i Catalogue of Life.